# Tuponia dubiosa
Tuponia dubiosa är en insektsart som beskrevs av Van Duzee 1918. Tuponia dubiosa ingår i släktet Tuponia och familjen ängsskinnbaggar. Inga underarter finns listade i Catalogue of Life.